# Laranjeiro
Laranjeiro è una ex freguesia del Portogallo del comune di Almada con un'area di 3.66 km² e 20.988 abitanti (2011). La densità è pari a 5.785 ab/km². È parte integrante della città di Almada.

## Geografia fisica
Confina a sud con la freguesia di Corroios (comune di Seixal), a est con la freguesia di Feijó, a nord con la freguesia di Cova da Piedade e a ovest con il fiume Tago (zona denominata Mar di Paglia), includendo tutta l'area occupata dalla base navale militare di Lisbona.

## Storia
In origine Laranjeiro era noto soprattutto come locale di passaggio e altro non era se non una zona rurale dove esistevano diverse tenute. Fra queste ultime vanno ricordate la Tenuta del Secretariato (XVIII sec.), di proprietà di D.Gil Eanes da Costa (all'epoca Segretario di Stato), e la Tenuta di Santo Amargo (XIX sec.) dove il comune di Almada installò un centro di attività culturali.
Laranjeiro fu elevato al rango di freguesia il 4 ottobre del 1985.

## Società

### Evoluzione demografica
| Indicatore | 1991   | 2001   | Variazione % |
| ---------- | ------ | ------ | ------------ |
| Residenti  | 37.406 | 20.898 | -44,7        |
| Famiglie   | 12.358 | 7.710  | -37,6        |
| Alloggi    | 14.452 | 9.716  | -32,8        |
| Edifici    | 3.038  | 1.325  | -56,4        |

Nota: nel 1993 parte del territorio venne destinato alla nuova freguesia di Feijó.

### Istituzioni, enti e associazioni
Le principali associazioni di Laranjeiro sono le seguenti:
- Basket Almada Clube
- Clube de Instrução e Recreio do Laranjeiro
- Associação Alma Alentejana
- Portão Verde Futebol Clube
- Associação Recreativa e Cultural Almada Sul
- Rebeldes Futebol Clube
- Núcleo Cultural e de Recreio do Alfeite
- Associação de Reformados e Pensionistas e Idosos do Larajeiro/Feijó

## Economia
Le principali attività economiche della freguesia sono il commercio ed i servizi (settore terziario).

## Feste
- Festa popolare di San Giovanni Battista (24 giugno)